# Popivka, Mankivka
Popivka (în ucraineană Попівка) este localitatea de reședință a comunei Popivka din raionul Mankivka, regiunea Cerkasî, Ucraina.

## Demografie
Componența lingvistică a localității Popivka
     Ucraineană (97,29%)
     Rusă (2,71%)
Conform recensământului din 2001, majoritatea populației localității Popivka era vorbitoare de ucraineană (97,29%), existând în minoritate și vorbitori de rusă (2,71%).